# Exilio en África
Exilio en África es una película documental de Argentina filmada en colores dirigida por Ernesto Aguilar y Marcela Suppicich sobre el guion de Ernesto Aguilar que se estrenó el 24 de octubre de 2019.

## Producción
El documental contiene los relatos de los participantes, registrados en Argentina en tiempo presente, cartas manuscritas leídas por ellos mismos en off, sin que se aclare si es correspondencia real, recreada o ambas cosas, fotos y filmaciones caseras de época, en blanco y negro y color.

## Sinopsis
En 1962 Eduardo Mondlane creó el Frente para la Liberación de Mozambique (FRELIMO), de inspiración comunista, y se da inicio a la guerra de la independencia. Samora Machel se unió a las fuerzas del FRELIMO, fue a Argelia a recibir adiestramiento militar y en 1968 fue nombrado Comandante en jefe del FRELIMO. Al año siguiente 
Mondlane fue asesinado y en 1970 Samora Machel y Marcelino Santos asumen la dirección del FRELIMO. Tras la revolución del 25 de abril de 1974, conocida como la Revolución de los Claveles, que termina con la dictadura salazarista en Portugal, los nuevos gobernantes portugueses negocian con el FRELIMO la salida del Ejército portugués de Mozambique, cuya independencia se declara para el 25 de junio de 1975.
Desde antes de la independencia, bajo el gobierno de transición compartido con Portugal, el FRELIMO desmanteló toda oposición; fueron detenidos con pretextos antiguos militantes y también, partidarios del Grupo Unido de Mozambique (GUMO) presuntamente de tendencia prooccidental, que proponía un modelo basado en el pluralismo y el mercado libre. 
El primer gobierno independiente lo encabezó Samora Machel como presidente y propuso el socialismo como el camino para el desarrollo del nuevo país, si bien a pesar de su marxismo ortodoxo, desarrolló una política pragmática, manteniendo relaciones con el gobierno racista sudafricano, de quien Mozambique dependía económicamente. Se impuso una reforma agraria según el modelo del koljoz y del sovjoz en la URSS profundamente contraria al modo de vida tradicional de los campesinos mozambiqueños.
Samora Machel invitó a profesionales extranjeros como médicos, educadores, ingenieros, pagándoles el viaje, el alojamiento y alguna clase de remuneración. Entre ellos hubo un grupo de más de 60 argentinos que estaban exilados en diversos países hasta que Machel muere en un accidente aéreo y ya caída la dictadura en Argentina, comenzaron a volver a su país.

## Comentarios
Horacio Bernades en Página 12 escribió:

”Lo más impresionante son... los niños desnutridos…mientras que lo más fuerte en términos de relato oral sobreviene cuando las fuerzas del Renamo (Resistencia Nacional Mozambiqueña), frente de oposición apoyado extraoficialmente por Sudáfrica, ingresan en la capital, Maputo, provocando daños, muerte y graves injurias físicas. Finalmente, la de los voluntarios termina siendo otra utopía que cae. Pero nadie reniega de la experiencia.

Mex Faliero en el sitio web funcinema.com.ar dijo:

”… no tiene mayores hallazgos visuales o narrativos, pero goza de una honestidad...que se aleja de la pose maniquea de mucho documental contemporáneo….testimonios, que cuentan cronológicamente cómo se fue construyendo el sueño de un Mozambique libre y la manera progresiva en que el sueño terminó. La cuestionable influencia de Sudáfrica en la región, la falta de apoyo económico de Rusia (una vez caído el comunismo) hacia el proyecto socialista, y una discriminación racial que se extiende como fenómeno cultural, fueron fundamentales para que estos exiliados decidieran...volver a Argentina....particularmente atractivo...los diferentes puntos de vista de los protagonistas...el que prefiere no volver a Mozambique...la que se descubrió también colonizadora a pesar de sus buenas intenciones o quien sospecha que se trató de un proceso sostenido más en lo utópico que en lo concreto. Todo esto no sugiere el arrepentimiento, sino más bien la objetividad y la melancólica aceptación de lo real a la distancia.